# 크리스 라이언
크리스 라이언(Chris Lyon, 1993년 ~ )은 미국의 배우이다.

## 출연 작품

### 드라마
- 2020년 JTBC 《이태원 클라쓰》 토니 역 (주연)

### 영화
- 2020년 《초미의 관심사》 엔딩 클럽 손님 역 (단역)
- 2019년 《걸캅스》 캬멜로 역 (단역)
- 2018년 《라이브 하드》 강덕규 역 (주연)
- 2016년 《라이브 클럽 그레》 흑인 강덕규 역 (조연)

### 텔레비전 프로그램
- 2016년 XTM 《리바운드》

### 광고
- 2019년 롯데 ON
- 2017년 BON
- 2016년 퓨마
- 2016년 뉴발란스
- 2016년 콜롬비아 커피